# Tour du Doubs 2012
Il Tour du Doubs 2012, ventisettesima edizione della corsa e valida come evento dell'UCI Europe Tour 2012 categoria 1.1, si svolse il 2 settembre 2012 su un percorso totale di 194,5 km. Fu vinto dal francese Jérôme Coppel che terminò la gara in 4h34'11", alla media di 42,56 km/h.
Furono 71 i ciclisti che portarono a termine il percorso.

## Ordine d'arrivo (Top 10)
| Pos. | Corridore        | Squadra      | Tempo    |
| ---- | ---------------- | ------------ | -------- |
| 1    | Jérôme Coppel    | Saur-Sojasun | 4h34'11" |
| 2    | Sylvain Georges  | AG2R La Mon. | s.t.     |
| 3    | Jean-Marc Bideau | Bretagne     | s.t.     |
| 4    | Samuel Dumoulin  | Cofidis      | s.t.     |
| 5    | Geoffrey Soupe   | FDJ-BigMat   | s.t.     |
| 6    | Julien Simon     | Saur-Sojasun | s.t.     |
| 7    | Freddy Bichot    | Véranda Rid. | s.t.     |
| 8    | Yannick Martinez | La Pomme     | s.t.     |
| 9    | Jérémie Galland  | Saur-Sojasun | s.t.     |
| 10   | Romain Mathéou   | Véranda Rid. | s.t.     |